# 1237
سنة 1237 كانت سنة بسيطة تبدأ يوم الخميس (الرابط يظهر نموذج التقويم الكامل للسنة) من التقويم اليولياني.

## أحداث
- تأسيس مدينة بوتسك وتقع حاليا في بولندا.
- تأسيس مدينة برلين وتقع حاليا في ألمانيا.
- تأسيس مدينة البلنغ وتقع حاليا في بولندا.

## مواليد
- ابن عبد الملك المراكشي.
- بوهيموند السادس.

## وفيات
- أبو الربيع الكلاعي.
- أسعد الأصفهاني.
- الأشرف موسى.
- كيقباد الأول.